# أيتاتش قرة
أيتاتش قرة (بالتركية: Aytaç Kara) هو لاعب كرة قدم تركي، ولد في 23 مارس 1993 في بورنوفا في تركيا. شارك مع منتخب تركيا تحت 18 سنة لكرة القدم ومنتخب تركيا تحت 21 سنة لكرة القدم ومنتخب تركيا لكرة القدم. أما مع النوادي، فقد لعب مع آلتاي إزمير وإسكيشهرسبور ونادي طرابزون سبور.

## وصلات خارجية
- أيتاتش قرة على موقع الاتحاد الأوربي (الإنجليزية)
- أيتاتش قرة على موقع الاتحاد الأوربي (الإنجليزية)
- أيتاتش قرة على موقع اتحاد تركيا (لاعب) (الإنجليزية)
- أيتاتش قرة على موقع اتحاد تركيا (لاعب) (الإنجليزية)
- أيتاتش قرة على موقع قاعدة بيانات كرة القدم.إي يو (الإنجليزية)
- أيتاتش قرة على موقع ناشيونال فوتبول تيمز (الإنجليزية)
- أيتاتش قرة على موقع Soccerway.com (الإنجليزية)
- أيتاتش قرة على موقع عالم كرة القدم.نت (الإنجليزية)